# Нандо Де Лука
Нандо Де Лука (італ. Nando de Luca; Мілан, 26 січня 1940) — італійський піаніст, композитор.

## Біографія
Після закінчення навчання в консерваторії імені Джузеппе Верді в Мілані, Нандо Де Лука в 1959 році став частиною музичної групи "Лицарі", створеної музикантами, які згодом прославилися: Енцо Янначчі, Павло Томеллері, Джанфранко Ревербері, Луїджи Тенко. У 1961 році, почав співпрацювати піаністом й аранжувальником з багатьма музикантами, включаючи «I Ribelli», група, яка супроводжувала Адріано Челентано.

## Дискографія
| Рік  | Назва                         | Автор тексту                     | Автор музики                      | Інтерпретація     |
| ---- | ----------------------------- | -------------------------------- | --------------------------------- | ----------------- |
| 1968 | Una carezza in un pugno       | Лучано Беретта і Мікі Дель Прете | Нандо Де Лука і Джино Сантерколе  | Адріано Челентано |
| 1968 | Straordinariamente            | Luciano Beretta                  | Nando de Luca e Джино Сантерколе  | Adriano Celentano |
| 1969 | Storia d'amore                | Luciano Beretta e Miki Del Prete | Nando de Luca e Adriano Celentano | Adriano Celentano |
| 1970 | Viola                         | Luciano Beretta e Miki Del Prete | Nando de Luca                     | Adriano Celentano |
| 1970 | Il dritto                     | Enzo Jannacci e Sandro Parenzo   | Nando de Luca                     | Енцо Янначчі      |
| 1970 | Brutta                        | Luciano Beretta e Miki Del Prete | Nando de Luca e Джино Сантерколе  | Adriano Celentano |
| 1971 | Voglio regalarti questo disco | Miki Del Prete e Luciano Beretta | Nando de Luca                     | Mau Cristiani     |